# Die jungen Zillertaler

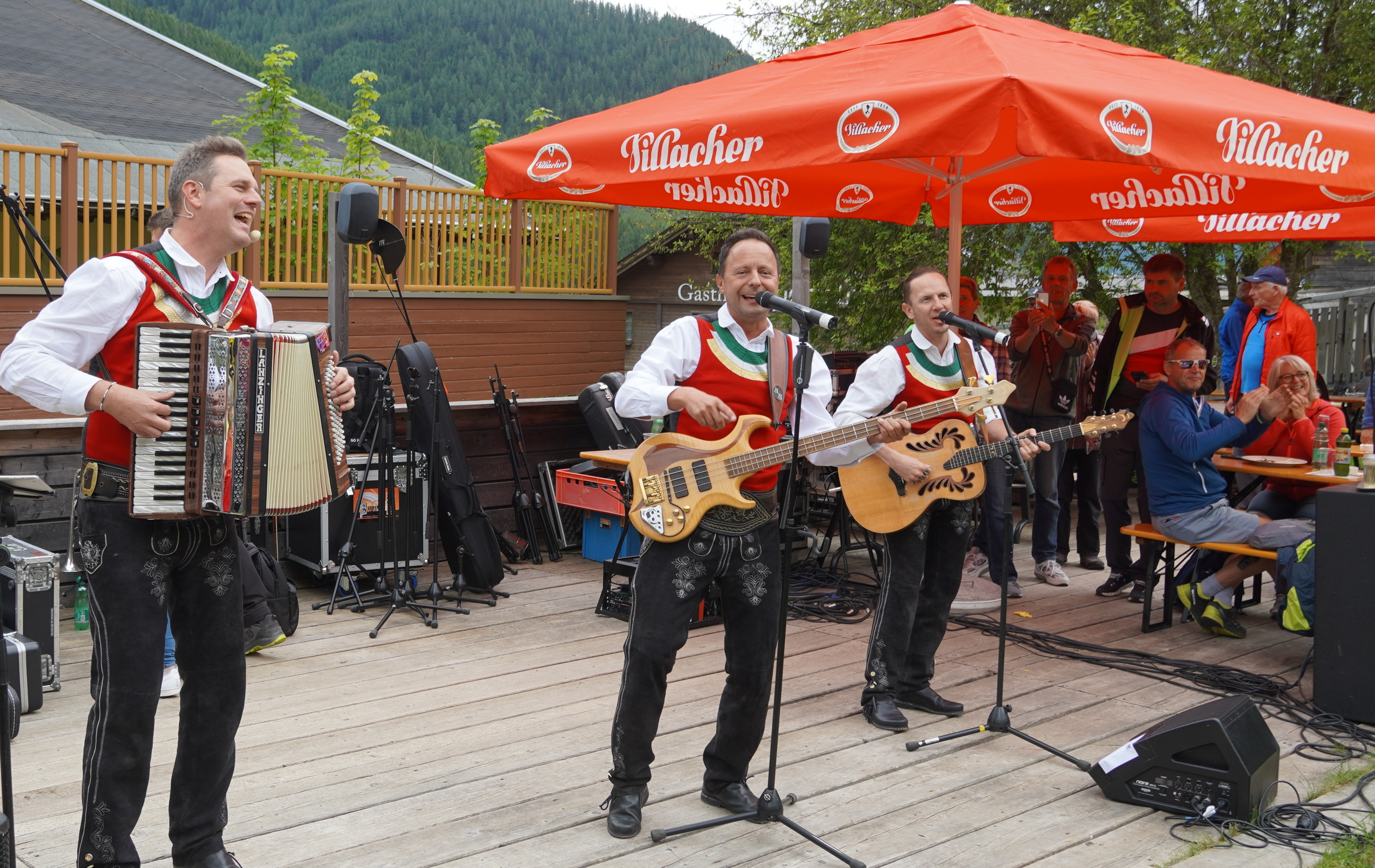
Wenn die Musi spielt, (2024)

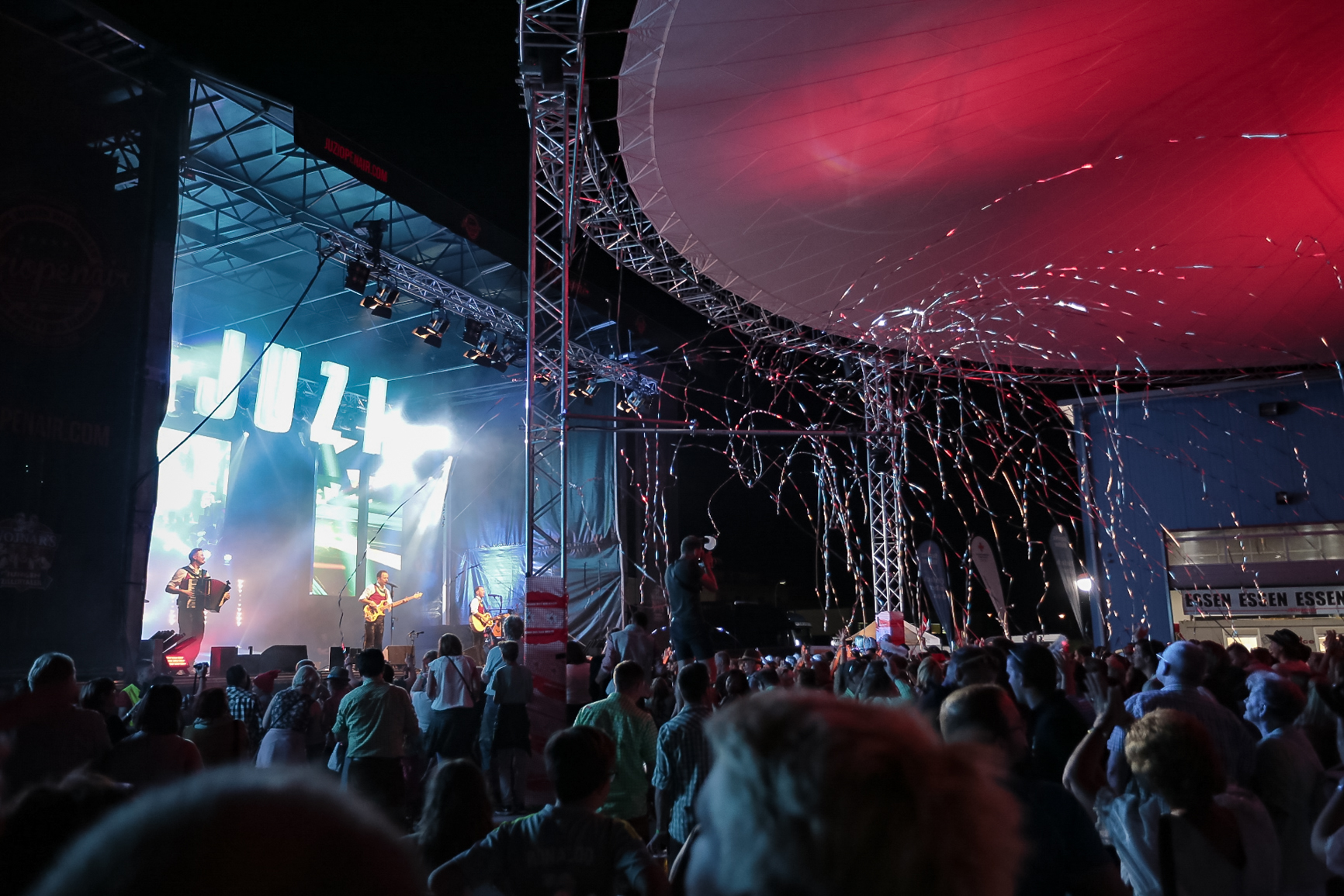
Die jungen Zillertaler live beim JUZIopenair 2018

Die jungen Zillertaler sind eine Musikgruppe aus Strass im Zillertal (Österreich), die im September 1993 bei der Durchschlagsfeier des Brettfalltunnels ihren ersten Auftritt hatte. Die Bandmitglieder sind Markus Unterladstätter (Gesang, Bass), Daniel Prantl (Gitarre, Gesang) und Michael Ringler (Akkordeon, Gesang). Stilistisch bewegt sich die Gruppe zwischen volkstümlicher Musik und Partymusik. Ihren größten Singlehit hatten sie mit ihrer Version von So a schöner Tag, die zuvor für Donikkl ein Wiesn-Hit gewesen war.

## Stil
Der Stil der Band wandelte sich von 1997 bis 2007 von klassischer Volksmusik zu einer Mischung aus Rock-, Pop- und Volksmusikelementen. Selten werden in ihren Texten ernste Themen verarbeitet, sondern vor allem humoristische Ereignisse, Gegebenheiten oder Handlungen.

## JUZIopenair
Jährlich treffen sich Fans der Band Mitte August beim JUZIopenair in Strass im Zillertal, das 2000 erstmals stattfand. Am Donnerstag findet der Begrüßungsabend der Fan-Gruppen statt. Am zweiten Veranstaltungstag wird eine Fan-Wanderung in den Zillertaler Bergen organisiert. Am Samstag findet am Festivalgelände das große Open-Air-Konzert statt, das traditionell mit dem Auftritt der JUZIs und einem großen Klangfeuerwerk endet. Traditioneller Abschluss am Sonntag ist ein Familien-Frühschoppen. An den vier Veranstaltungstagen waren 2018 insgesamt knapp 7.000 Besucher vor Ort.

## Diskografie

### Alben
| Jahr | Titel                                       | Höchstplatzierung, Gesamtwochen, AuszeichnungChartplatzierungen (Jahr, Titel, Platzierungen, Wochen, Auszeichnungen, Anmerkungen) | Höchstplatzierung, Gesamtwochen, AuszeichnungChartplatzierungen (Jahr, Titel, Platzierungen, Wochen, Auszeichnungen, Anmerkungen) | Anmerkungen |
| Jahr | Titel                                       | AT | CH | Anmerkungen |
| ---- | ------------------------------------------- | --- | --- | ----------- |
| 2009 | So a schöner Tag                            | AT18 (12 Wo.)AT | — |             |
| 2009 | Gipfeltreffen – Drobn aufm Berg             | AT3 Platin · (15 Wo.)AT | CH59 (4 Wo.)CH |             |
| 2010 | Mayday! Mayday! Spaß an Bord!               | AT11 Gold · (6 Wo.)AT | CH77 (1 Wo.)CH |             |
| 2011 | Hoch hinaus – Mit der Maus                  | AT27 (6 Wo.)AT | — |             |
| 2012 | Live! Juzi Open Air                         | AT3 Gold · (9 Wo.)AT | — |             |
| 2013 | Ohne dich (schlaf ich heut Nacht nicht ein) | AT2 Gold · (9 Wo.)AT | — |             |
| 2014 | 300 % Juzi                                  | AT3 Gold · (9 Wo.)AT | CH70 (1 Wo.)CH |             |
| 2015 | 100 Mal verrückter                          | AT2 Gold · (10 Wo.)AT | CH54 (2 Wo.)CH |             |
| 2016 | Hammer!                                     | AT3 (8 Wo.)AT | CH35 (1 Wo.)CH |             |
| 2017 | Drei Juzis für ein Halleluja                | AT2 Gold · (10 Wo.)AT | CH40 (1 Wo.)CH |             |
| 2018 | PartyKracher – Die grössten Hits der JuZis  | AT1 (8 Wo.)AT | CH77 (2 Wo.)CH |             |
| 2018 | Obercool im Haifischpool                    | AT1 (9 Wo.)AT | CH58 (1 Wo.)CH |             |
| 2019 | Megageil im Juzi-Style                      | AT1 Gold · (7 Wo.)AT | CH46 (1 Wo.)CH |             |
| 2022 | Tiroler Luft                                | AT2 Gold · (3 Wo.)AT | — |             |

Weitere Alben
- 1996: Starke Idole
- 1999: Für di alloa
- 2000: Gipfelwind im Bluat
- 2002: Gas gebn, abhebn, frei sein
- 2003: Typisch Zillertal
- 2005: Auf der Bruck trara!
- 2006: Tannenzapfenzupfen
- 2007: Tiroler Burschen
- 2009: Wickie

### Singles
| Jahr | Titel Album                                                     | Höchstplatzierung, Gesamtwochen, AuszeichnungChartplatzierungen (Jahr, Titel, Album, Platzierungen, Wochen, Auszeichnungen, Anmerkungen) | Höchstplatzierung, Gesamtwochen, AuszeichnungChartplatzierungen (Jahr, Titel, Album, Platzierungen, Wochen, Auszeichnungen, Anmerkungen) | Anmerkungen |
| Jahr | Titel Album                                                     | AT | DE | Anmerkungen |
| ---- | --------------------------------------------------------------- | --- | --- | ----------- |
| 2008 | So a schöner Tag (Fliegerlied) So a schöner Tag                 | AT10 Platin · (53 Wo.)AT | DE84 (9 Wo.)DE |             |
| 2009 | Drob’n auf’m Berg (Zwergenlied) Gipfeltreffen – Drobn aufm Berg | AT25 (11 Wo.)AT | — |             |
| 2009 | Wickie                                                          | AT34 (5 Wo.)AT | — |             |